# Чемпіонат Швейцарії з хокею 1928
Чемпіонат Швейцарії з хокею 1928 — 18-й чемпіонат Швейцарії з хокею, чемпіоном став втретє «Санкт-Моріц».

## Схід
| 26 грудня 1927 року |     |               |  |
| ХК «Давос»          | 3:4 | «Санкт-Моріц» |  |
|                     |     |               |  |

«Санкт-Моріц» вийшов до фіналу.

## Захід
| 1 січня 1928 року |     |               |  |
| «Розей» (Гштаад)  | 2:0 | «Шато де-Окс» |  |
|                   |     |               |  |

«Розей» (Гштаад) вийшов до фіналу.

## Фінал
| 15 січня 1928 року |     |                  |  |
| «Санкт-Моріц»      | 5:0 | «Розей» (Гштаад) |  |
|                    |     |                  |  |